# Гис, Вильгельм
Вильгельм Гис (нем. Wilhelm His, 9 июля 1831 — 1 мая 1904) — известный швейцарский анатом, гистолог и эмбриолог.

## Биография
Вильгельм Гис родился в 1831 году в городе Базеле; изучал медицину в родном городе, затем в Берлине, Вюрцбурге и Вене. В 1857 году стал профессором анатомии и физиологии в Базельском университете. В 1872 году перешёл в качестве профессора анатомии в Лейпцигский университет.
Из работ Гиса особенно замечательны исследования роговой оболочки, лимфатических желёз и сосудов, исследования над образованием крови и сосудов, соединительной ткани, по эмбриологии цыплёнка, костистых рыб и по эмбриональному развитию человека; в последнее годы Гис главным образом работал по анатомии и особенно эмбриологии. Он положил начало теории парабласта.
Гис напечатал вместе с Рютимейером «Crania helvetica» (Базель, 1864); далее «Untersuchungen über die erste Anlage des Wirbeltierleibes» (Лейпциг, 1868); «Unsre Körperform und das physiologische Problem ihrer Entstehung» (Лейпциг, 1874); «Anatomie menschlicher Embryonen» (там же, 1880–1885 года, с атласом) и много специальных исследований. С 1875 года издавал вместе с Брауне «Zeitschrift für Anatomie und Entwickelungsgeschichte», с 1877 года анатомическую часть «Archiv für Anatomie und Physiologie».